# Cyprinodon macularius
Espèce
Statut de conservation UICN

 VU B1ab(ii,iii,iv,v)+2ab(ii,iii,iv,v) : Vulnérable
Cyprinodon macularius est une espèce de poisson de la famille Cyprinodontidae. Elle est présente aux États-Unis et au Mexique.

## Description
Il mesure moins de 7 cm de long.

## Alimentation
Cyprinodon macularius est un omnivore qui se nourrit dans les eaux peu profondes à l'aube et au crépuscule, tôt le matin et tard le soir. Les poissons vont dans les bas-fonds pendant la journée lorsque la température de l'eau peut atteindre 36 °C pour éviter une hyperthermie. Ils montrent une préférence alimentaire envers des organismes nectoniques, allant jusqu'à supprimer les populations locales de moustiques. En l'absence de moustiques comme proie, il consommera des chironomes, des moucherons benthopélagiques (à la fois sur le substrat et dans la colonne d'eau quand les moucherons tentent de venir à la surface), d'algues, de petits invertébrés aquatiques, crustacés, larves d'insectes aquatiques, escargots, détritus, et parfois les œufs et les jeunes de sa propre espèce.

## Répartition et habitat
Cette espèce peut supporter une haute salinité, de hautes températures et une faible teneur en oxygène.

## liens externes
- (en + fr) FishBase : espèce  Cyprinodon macularius  (+ traduction) (+ noms vernaculaires 1 & 2) (consulté le 15 mai 2015)
- (en) UICN : espèce Cyprinodon macularius (consulté le 15 mai 2015)